# Allée couverte de Clos-er-Bé
L' allée couverte de Clos-er-Bé, appelée aussi allée couverte du Net, est une allée couverte située à Saint-Gildas-de-Rhuys, dans le département français du Morbihan.

## Protection
Le nom Clos-er-Bé signifie « champs de la tombe » en breton. Le monument a été fouillé en avril 1921 par Z. Le Rouzic et les époux Péquart. L'allée couverte est classée au titre des monuments historiques par arrêté du 12 mars 1923.

## Description
Le monument a été endommagé par les carriers mais en 1921 il comportait encore trente-quatre orthostates et quatre tables de couverture, dont deux en place. Le tumulus a été complètement nivelé par les travaux agricoles. L'allée couverte mesure 22 m de long et 1,80 m de largeur en moyenne. Elle est composée d'une antichambre et d'une chambre, séparées par deux orthostates transversaux laissant un étroit passage de 0,30 m de haut sur 0,80 m de large. Le sol de la chambre était dallé.
Z. Le Rouzic mentionne l'existence de plusieurs menhirs, dans un rayon de 5 à 350 m autour de l'allée. Le menhir de Clos-er-Bé est encore visible à40 m au sud-ouest de l'allée couverte et le petit menhir du Net à environ 250 m au nord. Le Rouzic rapporte aussi qu'un propriétaire voisin lui « a affirmé avoir vu son père enfouir plusieurs blocs semblables dans son terrain. Il les retrouve, du reste, tous les ans au passage de sa charrue ».

## Mobilier archéologique
Avant fouille, l'allée couverte était encombrée de blocs issus de l'épierrement des champs voisins. La couche archéologique a été bouleversée par de multiples intrusions antérieures à la fouille. Elle renfermait de nombreux vestiges d'époque gallo-romaine (fragments de poteries, fragments de briques à rebord, fragments de statuettes) mais uniquement dans l’antichambre :
| Localisation | Outils lithiques | Éléments de parure                                                | Céramique                                                        | Autres                                                                  |
| ------------ | --- | ----------------------------------------------------------------- | ---------------------------------------------------------------- | ----------------------------------------------------------------------- |
| Antichambre  | - 1 hache polie en diorite - 1 talon de hache en silex partiellement poli - 3 galets en quartz comportant des traces de percussion - 7 éclats de silex                                        |                                                                   |                                                                  | - fragments d'au moins 40 statuettes (Latone, Vénus) - charbons de bois |
| Chambre      | - 1 pointe de flèche à pédoncule et ailerons - 1 pointe de lance en silex du Grand-Pressigny - 3 lames, 1 grattoir en silex - 1 grattoir en quartz - 23 éclats de silex et 4 éclats de quartz | - 1 pendeloque en cristal de roche percée - 1 pendeloque en silex | - vase caliciforme et fragments de vases avec décor en pointillé |                                                                         |